# 天草四郎時貞 (映画)
『天草四郎時貞』（あまくさしろうときさだ）は、1962年3月21日公開の日本映画（白黒映画）。東映京都撮影所製作・東映配給。大川橋蔵主演・大島渚監督。
1961年6月に松竹を退社した大島渚が、パレスフィルムプロの出資で、大宝配給により『飼育』を製作した後、東映に招かれて撮った大島初の時代劇。結果的に大島が東映で唯一撮った映画となった。またそれまで白塗りで出演を続けていた大川橋蔵がスッピンで挑み、演技派として実績で水をあけられていた中村錦之助 (萬屋錦之介)に対抗しようとしたとされる。
作風は暗く重々しく、当時の60年安保敗北後の民衆の心境を重ね合わせている。
歴史的大コケ映画としても知られ、大島は映画五社から完全に門を閉ざされ、次作に予定されていた『尼と野武士』がポシャり、一時映画が撮れなくなった。大島はテレビの世界に活動の場を移し、創造社の同人も出稼ぎ風にテレビで働き食いつないで行くことになった。また岡田茂が東映のその後の大コケ映画の例えとして本作をよく引き合いに出した他、大島自身も失敗作として都度都度口に出した。

## あらすじ
島原藩・松倉家のキリシタン弾圧と苛烈な政策にキリシタン・農民は苦しんでいた。キリシタンの指導者・天草四郎は藩内の武士から情報を得ていたが、それがとだえ、遂に挙兵することを決意し、原城に立てこもる（立てこもる決意で映画は終わる）。　

## キャスト
- 天草四郎時貞: 大川橋蔵
- 岡新兵衛: 大友柳太朗
- 桜（新兵衛の妻）: 丘さとみ
- 右衛門作: 三国連太郎
- 菊（右衛門作の娘）: 立川さゆり
- 甚兵衛（四郎の父）: 佐々木孝丸
- マルタ（四郎の母）: 毛利菊枝
- レシイナ（四郎の姉）: 八汐路佳子
- 与三右衛門（名主）: 花沢徳衛
- マキ（与三右衛門の妻）: 三戸部スエ
- 三蔵（与三右衛門の息子）: 和崎隆太郎
- 梅（三蔵の妻）: 木内三枝子
- 角蔵: 吉沢京夫
- みどり: 若宮清子
- みどりの父: 高松錦之助
- 山善右衛門: 芦田鉄雄
- 山善右衛門の父: 加藤嘉
- 為三: 河原崎長一郎
- 常吉: 阿波地大輔
- 松倉勝家: 平幹二朗
- 松倉重利: 大邦一公
- 多賀主水: 佐藤慶
- 田中宗甫: 千秋実
- 林平左衛門: 尾上華丈
- 浪人: 戸浦六宏
- 徳三: 青柳竜太郎
- 徳三の弟: 島田秀雄
- 三吉: 小田部通麿
- 三吉の女房: 牧淳子

## スタッフ
- 製作: 大川博
- 企画: 辻野公晴、中村有隣、森義雄
- 監督: 大島渚
- 脚本: 石堂淑朗、大島渚
- 撮影: 川崎新太郎
- 音楽: 真鍋理一郎
- 美術: 今保太郎
- 製作主任: 日下部五朗、渡辺礼之介

## 製作

### 企画
当時やや低迷気味だった中村錦之助 (萬屋錦之介)と並ぶ東映の大看板・大川橋蔵が、「新しい演出で、現在の不振から脱出したい」と強く希望したことから、橋蔵の人気挽回を構想した東映が大島渚の招聘を決めた。下降線を辿る映画会社がどういう作品がヒットするかを掴めず、その時、企画者の頭に思い浮かぶのは、既成の作家とは全く異質な方法を持った作家の招聘である。作品の候補としては最初に加藤道夫の戯曲『なよたけ』が候補に挙がったが、前年の7月から準備中だった橋蔵主演・内田吐夢監督『恋や恋なすな恋』に似過ぎという理由で見送られ、橋蔵のイメージに合った歴史上のヒーローを探し、何人か候補が挙がった中から、辻野公晴プロデューサーが出した「天草四郎」を採用することになった。大島はこれまで6本映画を撮っていたが、『日本の夜と霧』はコケたが、『青春残酷物語』と『太陽の墓場』は当たっため、「大島の映画はよく解らないが、当たるんじゃないか」といった漠然とした期待を持っていたとされる。

### 製作決定まで
ある会社の撮影所が外部の監督を迎える場合、内部からの抵抗が起こるのは常であるが、1962年1月にあった東映京都の助監督部会の新年会は荒れに荒れた。大島が京都で時代劇を撮ることを助監督部会40人のうち、30人が拒否。「島原の乱を撮るなら敢えて大島を担ぎ出すまでもない。自分がかねてから暖めていた企画だ」と主張する者もおり、賛成が10人。10人の賛成者は助監督部会のシナリオ集に自分たちの作品を発表している若手で、つまりシナリオ集に自分たちの作品を載せてもらえていない30人が反対する形のいわば世代対立。反対者30人の本作シナリオについての意見は「完成度に於いてほとんど0」「支離滅裂」「手法も何もない」などと辛らつなものだった。また大島を迎えることの可否は監督会でも論じられたが、ほとんど全部が反対で賛成を明らかにしたのが加藤泰と松田定次の2人だけ。短いカットの積み重ねでテンポを生み出していく東映時代劇の基本的スタイルを確立したのが松田で、その鋳型に頼ったベルトコンベヤー式の大量生産が東映時代劇の低迷を招いたと評され、それを創った松田が大島に大きな関心を寄せていた。監督助監督の意向は無視し、映画の製作が決定した。東映は一部のベテランを除いて映画監督の力は弱かった。
映画評論家の中には「乗るかそるかの気迫横溢作。成功したら時代劇に新風をもたらすこと必定です。是非成功して欲しい」と言う者もいた。

### 監督スタッフ
大島渚は監督デビューまだ4年目のため、『月刊明星』1962年5月号での大島渚の紹介は、「松竹時代には松竹ヌーヴェルヴァーグの旗手として騒がれ、松竹を離れても大宝映画『飼育』で元気なとこを見せた大島渚監督が初めて時代劇を監督します。まだ20代という大島監督、元気過ぎて新聞沙汰を起こしたり、話題の多い人ですが才能は保証済み。人柄にも一種独特の魅力があるようです」と書かれている。助監督4人には先の新年会で、大島招聘を賛成した者の中から、撮影生活22年の当時40歳だった長谷川安人がチーフ助監督に、入社1年目の深尾道典が強く参加を希望し、フォースに加えられた。深尾は大島のシナリオを全て読んでおり、また早稲田大学で学生運動を活発にやっていたと聞き、大島と親しい間柄になった。大川ら東映の時代劇スターも若くて精力的な大島を歓迎した。

### 脚本
当時の日本の映画人で大島脚本を理解できる者はほぼいないという論調もあったが、東映側も脚本の段階でどうしても受け入れかねるところがあった。大島作品に出るということは橋蔵にとって初めての冒険といえるもので、東映にとっても大きな賭けであった。東映としては橋蔵主演でヒロイックなチャンバラを期待していたとされたが、大島脚本は負けると知った戦いに、自身の内部の要請から敢えて出て行く革命家の物語だった。橋蔵も「この脚本では、とてもやれる自信がない。主演を辞退したい」と言ったため、大島は脚本の手直しを約束し、東映と橋蔵の意見を組み入れた。大島と共同脚本の石堂淑朗は「試写を見ると僕の書いてないシーンがいくつかあってね、（冒頭の）暗がりの中で理屈ばっかり言ってるわけですよ。僕はちゃんと娯楽映画として書いてたんです。試写を見た途端カチンと来て、大島に『僕の台本じゃ不満なのか』と言ったら大島の顔色が変わりました。それで最終的に大島と別れることになったんです」などと話している。

### 座談会
東映と大島渚は水と油で、ジャーナリズムは大々的に『天草四郎時貞』を取り上げた。その一人・由原木七郎が全スタッフ・主要キャストとジャーナリストの討論会を企画し、東映本社会議室でディスカッションが行われた。冒頭に由原木が「日本人には判官びいきと言う"心情"がある」と大島作品を例えたため、大島が憮然として反論し、由原木と言い合いを始め、「実に不愉快だ‼」と吐き捨てたため、由原木が「不愉快ならどうぞ退席して下さい」と言ったため、大島が唇を震わせて部屋を出て行った。この後、キャストとの座談会は滞りなく終了し、帰り際に三國連太郎が由原木の傍に来て、「由原木さんて優しい人だと思っていたんですが、きついこともおっしゃるんですねえ」と言った。

### 撮影
今日でも大島の手法として語られるのが冒頭の長回し。弾圧によりキリシタン農民が苦しんでいる等のテロップが流れた後、タイトルが出るまでの約7分間、舞台のように引いた距離でフィックス画面が続く。武士の取り立てで収められない年貢の代わりに女房を持って行かれ、その後農民たちが話し合うが、画面も暗く顔もよく見えない。同録で滑舌の悪い大友柳太朗はかなりヤバい状態。以降はさほど暗いシーンがないことから、大島としてはこの掴みで出来るだけ自然光で撮ろうという意図だったことが分かる。この手法は東映京都のスタッフにとっては初めて見るものだったが、大島の手法は既成の常識と全く逆のものと考えていたし、東映京都のベルトコンベアー式の大量生産に惰性的に従事していたため、映画の方法について根本的に考え直すような習慣も持っていなかった。大島の一種カリスマ的な体臭に俳優陣は圧倒された。大島はこの演出意図について「長い緊張の持続を要求することで、俳優の内的な自発性と偶然性を描き出し、同時に観客と俳優とスタッフの自発的な参加要請する方法だ」と述べた。大島のグループはこの長回しに強いこだわりを持っていた。本読みの席で松田定次の僚友・川崎新太郎が「もっとカット・バックを入れた方が観客に親切ではないか」と言ったら大島は「私はカット・バックは嫌いです」と言った。大島は「『若者のすべて』（ルキノ・ヴィスコンティ監督）は素晴らしい作品だが、ラストのカット・バックで失敗している」などと話したという。
東映のお姫様女優・丘さとみが初めて汚れ役に挑戦と話題を呼び、丘も「えらいややこしい役なんで大変なんですけど、悪女役はとってもやりがいがあります」と張り切っていたのだが、出番も少なくあまり悪女という印象を与えないのは、大島がラッシュで丘の演技が気に入らないと出演場面のほとんどを切ってしまったからである。丘は東映時代劇切っての演技派女優と呼ばれていた。

### 撮影記録
1962年2月6日午後1時、東映京都のスタジオで冒頭の台本10頁分の長回しからクランクイン。
キリシタンを火炙りの刑にしたり、ラストなど何度が出る岩場は、多く映画のロケに使われる兵庫県蓬莱峡で、大島は1958年の黒澤明監督の『隠し砦の三悪人』がここでロケが行われたことを知り、当地を選んだ。当地でのロケは1962年2月28日と3月1日の二日間。本来の舞台は長崎県島原だが、当地でのロケは行われていないものと見られる。他のロケシーンは田中宗甫（千秋実）邸に押し入るシーンと島原城設定の城壁のシーンの2場面しかない。この城壁は横幅2～300メートルぐらい大きな物だが、オープンセットと書かれた文献もあるので、蓬莱峡に建設したのかもしれない。

### 試写
撮影所での完成試写は満員の盛況。しかし映画が終了し、試写室から出て来た人は一様に狐につままれたような表情。辻野プロデューサーは「確かに力作だが、もう少しロマンの色合いを出して欲しかった」と話した。

## 作品の評価

### 興行成績
東映東京撮影所製作の高倉健主演・石井輝男監督の『恋と太陽とギャング』との二本立て。石井は本作との併映を封切直前になって知り、観客層が全く違うんじゃないかと不安を持った。極端な不入りで、原因は『天草四郎時貞』の方だったが、『恋と太陽とギャング』の方を4日で美空ひばり主演・マキノ雅弘監督の『千姫と秀頼』（東映京都）に差し替えられた。石井は「何で『恋と太陽とギャング』の方が差し替えられたのは腑に落ちない」と話している。

### 批評家評など
1962年5月6日、京都会館の第一ホールで橋蔵後援会「春の集い」が開かれた。席上、一人の若い女性ファンが「『天草四郎時貞』はお客が入らなかったですけど、橋蔵さんは良かった」と言うと橋蔵は「確かに大島監督には演技の点でいろいろ教えられたが、私の予想したものと遥かにかけ離れたところで出来上がったのは残念だった。映画はサディスティックで暗いものになったが、本当は明るいロマンチックな面で一本撮って貰う筈だった。今後は娯楽作品に徹底したい」と話した。
当時、東映企画委員でもあった今田智憲東映宣伝部長は、公開から半年後の各社幹部との対談で「ウチは8年も9年も好調が続いたわけですけど、ここ2、3年スランプになった。つまりマンネリが原因だろうということで『天草四郎』とか『ちいさこべ』とか、そういう型の変わった時代劇を撮ったことがその原因です。ところがそういうことをやると東映の存在価値はなくなるのであって、そうじゃなしに、昔撮っておったような時代劇の型、これはもうこういう型しかないわけです。だからそういう型を面白く作るという方法しかないわけで、それを私はパーフェクト・リバイバルと呼ぶわけです…『天草四郎』なんてどう見たってくだらない映画だ。はっきり言うけれども『くだらぬからやめろ』とはっきり言ったんだが、新聞やジャーナリズムが褒めるんだね。私に言わせれば批評がお褒めになった映画はお客が入る映画じゃなけりゃその批評は正しくないと言いたいんだ。そういう方向に批評家の方々にも向いてもらわないと、今の映画界のピンチは切り抜けられないんじゃないかと思うんだ」などと述べている。
公開当時の文献に本作は惨敗という程の成績ではなく、当時低迷中の東映の平均的な数字だったと書かれた物がある。本作の次の上映作は上記だが、その次は進藤英太郎主演・小石栄一監督『黄門社長漫遊記』と中村嘉葎雄主演・家城巳代治監督『若者たちの昼と夜』で、本作はそれよりも成績が良かったとされる。つまり東映の大島監督に対する期待が見事に裏切られたという心理が大きく働き、同時に惨敗を強調することで、大島にその後与える筈だった仕事を御破算にしようという計算があったのではないかという見方もある。
本作の再評価は1999年に山根貞男が、再評価の狼狽を上げてからとされる。

## 逸話
公開当時、日刊スポーツ新聞社の文化部映画担当記者だった石坂昌三は、本作の試写の後、当時東映東京撮影所の所長だった岡田茂に飯を食おうと誘われ、新橋の中華料理屋で岡田から「『天草四郎時貞』どう思う?」と聞かれた。石坂は大島の友人でもあったから「東映時代劇のワクを破った傑作だ。あれでいいんです」などと力説した。すると岡田が「本当にいいと思うのか?」と念押しするとソッポを向いた。以降、岡田は東映社長になるまで石坂と口を聞かなくなり、新聞記者としてとても困った苦い経験となった。この件以降、石坂はいくら親しい監督の作品でも、失敗作を褒めることは止めたという。
1979年の『日本の黒幕』は大島の2作目の東映作品となる予定だったが、脚本に手間取り時間切れで、大島が降板した。この時、大島がプロデューサーに「『日本の黒幕』をやめたいと岡田茂さんに言ってくれ」と頼んでも誰も言ってくれないので、非常手段で岡田に直接、「『天草四郎時貞』になるんなら止めたほうがいいでしょ」と伝え、岡田を説得したと話している。

## 影響
大川橋蔵は本作と、この年5月1日公開の『恋や恋なすな恋』が共に興行で失敗に終わり、1963年に入ると出演作も減少していき、錦之助にその後も大きく水をあけられることになった。

## 同時上映
『恋と太陽とギャング』
- 主演：高倉健 / 監督：石井輝男